# Kyllen (naturreservat)
Kyllen är ett naturreservat i Högsby kommun i Kalmar län.
Området är naturskyddat sedan 2007 och är 281 hektar stort. Reservatet omfattar marker som utgjort utmarker till byarna Högsby och Klebo och användes som betesmark. Det omfattar brandpåverkad skog.